# Walter Chemnitz (Politiker, 1901)
Walter Chemnitz (* 10. September 1901 in Rudolstadt; † 2. Oktober 1947 in Kuibyschew, Sowjetunion) war ein deutscher Politiker (KPD).

## Leben
Der gelernte Maurer war von 1926 bis 1933 Mitglied der Stadtverordnetenversammlung von Lörrach. Im Oktober 1929 wurde er in den badischen Landtag gewählt. Von September 1930 bis zum Ende der Weimarer Republik im März 1933 war er Mitglied des Reichstages.
Im April 1933 wurde er verhaftet und in das KZ Kislau gebracht, wo er bis April 1935 inhaftiert war. Nach seiner Freilassung verließ er Deutschland. Im Spanischen Bürgerkrieg kämpfte er bis zu einer schweren Verwundung 1938 in einer Internationalen Brigade. Nach seiner Rückkehr nach Deutschland wurde er im selben Jahr verhaftet. Nach Jahren im Zuchthaus wurde er gegen Ende des Krieges an der Ostfront eingesetzt. Er starb in sowjetischer Kriegsgefangenschaft.